# Lester R. Brown
Lester Russel Brown (Nacido el 28 de marzo de 1934) es un analista de ecosistemas naturales, fundador del Worldwatch Instituto, y fundador y presidente del Earth Policy Institute, una organización de investigación ubicada en Washington. El comentarista de la BBC, Peter Day lo ha considerado como "un importante pionero en el estudio y la protección del medio ambiente."
Brown es el autor o coautor de más de 50 libros en los ámbito de los sistemas medioambientales globales y las políticas para la producción de alimentos. Sus trabajos han sido traducidos a más de cuarenta idiomas. En su libro  La Gran Transición: de los combustibles fósiles y hacia las energías solar y eólica  (2015), explica que la economía global a principios del siglo XX está experimentando una importantísima e imprescindible  transición desde los combustibles fósiles y la energía nuclear hacia energías verdes como la solar, el viento, y otras fuentes renovables. Anteriormente, en el 2012, publicó "Planeta Lleno, Platos Vacíos: La Nueva Geopolítica y la Escasez de Alimentos" (2012).
Brown destaca los efectos geopolíticos del rápido aumento del precio de los cereales, observando  que "la amenaza más grande a la estabilidad global es la posibilidad de grandes crisis alimentarias en los países pobres, que de producirse  podrían 'acabar con la  civilización'." En la revista de Política Extranjera,  describe cómo en 2011 las geopolíticas implementadas en el sector agrícola mundial han contribuido ya a levantamientos y revoluciones en varios países.
Reconocida su labor por 26 doctor honoris causa y una beca MacArthur, Brown ha sido descrito por el Washington Post como "uno de los intelectuales más influyentes del mundo." En 1978 su libro El Día Vigésimo Noveno, ya advertía que "los múltiples problemas creados por la gestión humana de los ecosistemas a consecuencia de la sobre-explotación de los océanos, la deforestación de los bosques y la desertificación del suelo." En 1986, la Biblioteca del Congreso pidió a Brown su archivo personal poniendo de relevancia que sus investigaciones y publicaciones "han influido enormemente en nuestra comprensión de las problemáticas de la poblacion mundial y la producción de alimentos". El  expresidente Bill Clinton ha sugerido que "Todos debiéramos oír atentamente sus consejos." En 2003  fue uno  de los firmantes del  Manifesto Humanista.
A mediados de los años 70, Brown ayudó a formular el concepto de desarrollo sostenible. 
Ha recibido muchos premios y reconocimientos, incluyendo, en 1987 El premio del Medio Ambiente de las Naciones Unidas, en 1989 la Medalla de Oro de la WWF (Fondo Mundial para la Naturaleza), y en 1994 el Premio Planeta Azul  por sus "contribuciones a solucionar los problemas medioambientales globales." En 1995, Marquis Who's Who seleccionó a Brown para su lista de  " 50 Norteamericanos Formidables." Más recientemente ha sido condecorado con la Medalla Presidencial de Italia y ha sido nombrado profesor honorario en la Academia China de Ciencias.
En 2015, con 81 años, decidió jubilarse.
- Datos: Q463250
- Multimedia: Lester Brown / Q463250

1. ↑  Brown, Lester. La Gran Transición: Desde los Combustibles de Fósiles hacia las energías Solar y Eólica, Instituto de Política de la Tierra, 2015
2. ↑  Brown, Lester.  Earth Policy Institute,: Librería
3. ↑  Brown, Lester. "La Gran Crisis Alimentaria de 2011" Earth Policy Institute,
4. ↑  Brown, Lester R. "Podría las escaseces Alimentarias Bajan Civilización? Archivado el 5 de mayo de 2020 en Wayback Machine.", americano Científico, mayo, 2009
5. ↑  Brown, Lester R. "La nueva geopólitica agrícola' Archivado el 28 de noviembre de 2014 en Wayback Machine. ", foreignpolicy.com, mayo/junio 2011
6. ↑  Harrington, Michael. Reseña de libros del New York Times, 9 de abril, 1978
7. ↑  "Plan B: Movilizar la Sociedad para Salvar la Civilización", PBS Journey to Planet Earth series.
8. ↑  «Notable Signers». Humanism and Its Aspirations. American Humanist Association. Archivado desde el original el 5 de octubre de 2012. Consultado el 25 de septiembre de 2012.
9. ↑  «EPI Releases - Au Revoir & Thank You! | EPI». www.earth-policy.org. Consultado el 26 de abril de 2019.